# Dolores Gray
Dolores Gray (Los Angeles, 7 de junho de 1924 — Nova Iorque, 26 de junho de 2002) foi uma atriz e cantora estadunidense. Ela foi indicada ao prêmio Tony de Melhor Atriz em Musical duas vezes, vencendo uma vez.

## Biografia
Dolores Gray nasceu em 7 de julho de 1924, em Los Angeles. Sua mãe a levou para Hollywood, onde, aos 14 anos, Dolores começou a se apresentar em clubes. Aos 15 anos, ela foi descoberta por Rudy Vallée, que lhe deu um papel em seu programa de rádio, em seguida ela começou a atuar no teatro e no cinema. Seu primeiro grande sucesso foi interpretar o papel principal em Annie Get Your Gun em Londres em 1947. Seu sucesso a levou a grandes papéis da Broadway, onde estrelou o musical Carnival in Flanders, pelo qual ela ganhou um Tony de Melhor Atriz em Musical em 1954.
Em 1955 assinou um contrato com a MGM e nos três anos seguintes fez quatro filmes. Seu primeiro foi Um Estranho no Paraíso, no qual ela estrelou ao lado de Sebastian Cabot, Vic Damone e Ann Blyth. Nesse mesmo ano, ela apareceu em Dançando nas Nuvens, com Gene Kelly, Cyd Charisse e Dan Dailey. Seu próximo filme da MGM foi O Belo Sexo, com June Allyson, Joan Collins e Ann Sheridan. Seu último foi Teu nome é mulher, também estrelado com Gregory Peck, Lauren Bacall e Sam Levene.

## Filmografia
| Ano  | Título                   | Papel    |
| ---- | ------------------------ | -------- |
| 1942 | Lady for a Night         | artista  |
| 1944 | Mr. Skeffington          | artista  |
| 1955 | It's Always Fair Weather | Madeline |
| 1955 | Kismet                   | Lalume   |
| 1956 | The Opposite Sex         | Sylvia   |
| 1957 | Designing Woman          | Lori     |